# Frente Cambia Mendoza
El Frente Cambia Mendoza (FCM) es el brazo político de Juntos por el Cambio en la provincia de Mendoza, la cual gobierna desde 2015.

## Primarias de Cambia Mendoza

### Elecciones provinciales de Mendoza de 2019
|  | 68,71 % |

|  | 45,11 % |

|  | 28,38 % |

|  | 2,91 % |

• El intendente de Mendoza (2014-2019), Rodolfo Suárez llevó como candidato a vicegobernador al intendente de Junín (2003-2019), Mario Abed. 
• El exdiputado nacional (2005-2013) e intendente de Luján de Cuyo (1999-2005 y 2015-2019),Omar De Marchi llevó como candidata a vicegobernadora a la docente, Susana Velázquez.
• El exdiputado nacional (1987-1991) y exdiputado provincial (1983-1987 y 1998-2006), Fernando Armagnague llevó como candidata a vicegobernadora a la abogada, Sandra Romano.

### Elecciones provinciales de Mendoza de 2023
|  | 60,77 % |

|  | 49,05 % |

|  | 39,23 % |

• El exgobernador (2015-2019), diputado nacional (2005-2007 y 2019-2021) y senador nacional (2021-2023), Alfredo Cornejo llevó como su candidata a vicegobernadora a la médica y exdiputada provincial (2018-2022) del PRO, Hebe Casado.
• El exdiputado provincial (2006-2013) y diputado nacional (2013-2021), Luis Petri llevó como candidata a vicegobernadora a la exdiputada nacional (2013-2017) y embajadora en Costa Rica (2018-2019),Patricia Giménez.

## Resultados electorales

### Gobernador de la Provincia de Mendoza
| Año  | Fórmula         | Fórmula           | Votos   | %     | Resultado |
| Año  | Gobernador      | Vicegobernador    | Votos   | %     | Resultado |
| ---- | --------------- | ----------------- | ------- | ----- | --------- |
| 2015 | Alfredo Cornejo | Laura Montero     | 497.804 | 48.38 | Electo    |
| 2019 | Rodolfo Suárez  | Mario Abed        | 554.900 | 51.67 | Electo    |
| 2023 | Alfredo Cornejo | Hebe Casado (PRO) | 367.367 | 39.50 | Electo    |

### Cámara de Diputados de la Provincia de Mendoza
| Año  | Votos   | %     | Diputados | Total |
| ---- | ------- | ----- | --------- | ----- |
| 2015 | 497.804 | 48.38 | 12/24     | 25/48 |
| 2017 | 495.074 | 46.78 | 13/24     | 25/48 |
| 2019 | 554.900 | 51.67 | 14/24     | 26/48 |
| 2021 | 485.024 | 48.62 | 16/24     | 30/48 |
| 2023 | 367.367 | 39.50 | 12/24     | 26/48 |

### Cámara de Senadores de la Provincia de Mendoza
| Año  | Votos   | %     | Senadores | Total |
| ---- | ------- | ----- | --------- | ----- |
| 2015 | 497.804 | 48.38 | 10/19     | 21/38 |
| 2017 | 495.074 | 46.78 | 9/19      | 19/38 |
| 2019 | 554.900 | 51.67 | 12/19     | 21/38 |
| 2021 | 485.024 | 48.62 | 12/19     | 24/38 |
| 2023 | 338.917 | 40.43 | 10/19     | 19/38 |

## Representantes

### Senadores Nacionales
| Retrato | Senadores Nacionales | Inicio     | Final      |
| ------- | -------------------- | ---------- | ---------- |
|         | Rodolfo Suárez       | 10/12/2023 | 10/12/2027 |
|         | Mariana Juri         | 10/12/2021 | 10/12/2027 |

### Diputados Nacionales
| Retrato | Diputados Nacionales          | Inicio     | Final      |
| ------- | ----------------------------- | ---------- | ---------- |
|         | Miguel Lisandro Nieri (UCR)   | 10/12/2023 | 10/12/2027 |
|         | Julio Cobos (UCR)             | 10/12/2021 | 10/12/2025 |
|         | Pamela Fernanda Verasay (UCR) | 10/12/2021 | 10/12/2025 |